# Bolinichthys nikolayi
Bolinichthys nikolayi är en fiskart som beskrevs av Becker, 1978. Bolinichthys nikolayi ingår i släktet Bolinichthys och familjen prickfiskar. Inga underarter finns listade.